# Центросома

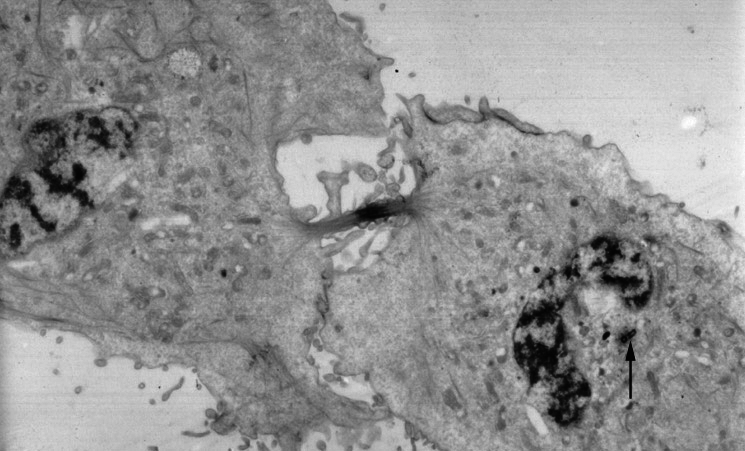
Телофаза мітозу (електронна мікрофотографія). Стрілка вказує на центросому. Чітко видні дві центріолі, розташовані під прямим кутом одна до одної: одна перерізана впоперек, інша вздовж.

Центросома або клітинний центр — головний центр організації мікротрубочок (ЦОМТ) і регулятор ходу клітинного циклу в клітинах еукаріотів. Вперше виявлена в 1888 році Теодором Бовері, який назвав її особливим органом клітинного поділу. Хоча центросома відіграє найважливішу роль в клітинному поділі, нещодавно було показано, що вона не є необхідною. Здебільшого всередині клітини присутня тільки одна центросома. Аномальне збільшення числа центросом характерне для багатьох ракових клітин. Мати більше за одну центросому в нормі характерно для деяких поліенергідних протист і для синцитіальних структур.
Центросома складається з комплексу білкових субодиниць, що відповідають за ініціацію самозбирання і заякорювання мікротрубочок (γ-тубуліну, перицентріну і нінеїну). У багатьох живих організмів (тварин і низки протист) центросома містить пару центріолей, циліндричних структур, розташованих під прямим кутом одна до одної. Кожна центріоль утворена дев'ятьма триплетами міротрубочок, розташованих по кругу, а також ряду структур, утвореним центрином, ценексином і тектином.
В інтерфазі клітинного циклу центросоми асоційовані з ядерною мембраною. У профазі мітозу ядерна мембрана руйнується, центросома ділиться, і продукти її поділу (дочірні центросоми або полярні тільця веретена поділу) мігрують до полюсів ядра, що ділиться. Мікротрубочки, що ростуть з дочірніх центросом, кріпляться іншим кінцем до так званих кінетохор на центромерах хромосом, формуючи веретено поділу. Після закінчення поділу (цитокінезу) в кожній з дочірніх кліток виявляється тільки по одній центросомі.
Крім участі в поділі ядра, центросома грає важливу роль у формуванні еукаріотичних джгутиків і війок. Центріолі, розташовані в ній, виконують функцію центрів організації мікротрубочок аксонем джгутиків. У організмів, позбавлених центріолей (наприклад, у сумчастих і базидієвих грибів та покритонасінних рослин), джгутики не розвиваються.
Різні за структурою безцентіольні центросоми дріжджів та деяких амеб мають гомологічні білки з центріольними центросомами тварин та більшості грибів, що свідчить про їх спільне походження.

## Експериментальні дослідження центросоми
Експерименти по руйнуванню центросоми лазерним променем показують, що її наявність може бути не обов'язковою для нормальної життєдіяльності клітини. Багато клітин можуть повністю проходити інтерфазу без центросоми. Більш того, є дані про те, що при руйнуванні центросоми клітина може формувати нормальне веретено поділу і завершувати мітоз. Мікротрубочки збираються в кластери без присутності оформленого ЦОМТ.